# Сарижаз (Сузацький район)
Сарижа́з (каз. Сарыжаз) — село у складі Сузацького району Туркестанської області Казахстану. Входить до складу Каратауського сільського округу.
Населення — 328 осіб (2021; 267 у 2009, 252 у 1999, 539 у 1989).